# Cumhuriyet tér (İzmir)
A Cumhuriyet tér (törökül: Cumhuriyet Meydanı, „Köztársaság tér”) Törökország İzmir településének Konak kerületében található, Alsancak és Çankaya között. A teret 1932-ben adták át, itt található Mustafa Kemal Atatürk lovasszobra, melyet Pietro Canonica olasz szobrász készített. A tér a modern İzmir központjaként funkcionál, számos neves szálloda található itt, többek között a Hilton és a Grand Mercure. A város itt tartja a megemlékezéseket a nemzeti ünnepeken.